# بزن بریم
«بزن بریم» (به انگلیسی: Let's roll) یک عبارت گفتاری است که به عنوان دستور حرکت و آغاز کار، حمله، مأموریت یا پروژه مورد استفاده قرار می‌گیرد.

## حملات ۱۱ سپتامبر
در ۱۱ سپتامبر سال ۲۰۰۱، تاد بیمِر، یک مسافر در پرواز ربوده شده شماره ۹۳ خطوط هوایی یونایتد، تلاش کرد با یک تلفن هوایی، تماسی برقرار کند؛ اما به جای آن، به یک نماینده خدمات مشتریان متصل شد که وی نیز تماس او را به سرپرست خود، لیزا جفرسون منتقل کرد. بیمر در آن تماس گزارش داد که یکی از مسافران کشته شده‌است و یکی از مهمان‌داران به او گفته که هم خلبان و هم کمک‌خلبان را به زور از کابین بیرون کرده‌اند و ممکن است آن‌ها مجروح شده باشند. او همچنین وقتی هواپیما دچار یک چرخش سریع و خشن شد، در حال صحبت با تلفن بود. وی سپس به جفرسون گفت که برخی مسافران پس از اطلاع از آنچه در مرکز تجارت جهانی و پنتاگون رخ داده بود، قصد داشتند به هواپیماربایان حمله کنند و کنترل هواپیما را به دست آورند. به گفته جفرسون، آخرین سخنانی که از بیمر شنیده بود، این بود: «آماده هستید؟ باشه. بزن بریم.»